# Franz Ritzmann
Franz Ritzmann (* 1. April 1929 in Frankfurt am Main; † 12. Januar 2018) war ein Schweizer Wirtschaftswissenschaftler.

## Leben
Franz Ritzmann wurde geboren als Sohn des Soziologen Heinrich und seiner Frau Margareta Ritzmann. Er besuchte die Schulen in Zürich und absolvierte am dortigen Realgymnasium 1949 die Matura Typus B. Nach Militärdienst und drei Jahren Arbeit bei einer Bank studierte er ab Frühling 1953 an der Rechts- und Staatswissenschaftlichen Fakultät der Universität Zürich und schloss im Februar 1958 mit dem Lizentiat der Wirtschaftswissenschaft ab. Er promovierte 1961 bei Friedrich A. Lutz an der Universität Zürich zum Dr. oec. publ. Dort wurde er im Sommersemester 1969 auch habilitiert. Er war ab dem Wintersemester 1969/70 ausserordentlicher und ab dem Sommersemester 1972 ordentlicher Professor für theoretische und praktische Sozialökonomie an der Universität Zürich. Per Ende Wintersemester 1995/96 wurde Ritzmann emeritiert.
Die Medizinhistorikerin Iris Ritzmann ist seine Tochter.

## Schriften (Auswahl)
- Der Monopolgewinn. Ein Beitrag zur Profittheorie (= Zürcher volkswirtschaftliche Forschungen. N. F., Bd. 6). Polygraphischer Verlag, Zürich 1962 (Dissertation, Universität Zürich, 1961).
- Die Schweizer Banken. Geschichte, Theorie, Statistik (= Bankwirtschaftliche Forschungen. Bd. 8). Haupt, Bern 1973 (Habilitationsschrift, Universität Zürich, 1973).
- Zum Instrumentarium der Schweizerischen Nationalbank. Kritische Betrachtungen (= Bankwirtschaftliche Forschungen. Bd. 45). Haupt, Bern 1977.
- Wirtschaftswissenschaft als Hobby und Beruf. Aufsätze aus vier Jahrzehnten. Rüegger, Chur 1999.